# یوهان اورن
یوهان اورن (انگلیسی: Johan Eurén؛ زادهٔ ۱۸ مهٔ ۱۹۸۵) یک کشتی‌گیر اهل سوئد است. 
از افتخارات وی می توان به کسب مدال برنز وزن ۱۲۰ کیلوگرم در المپیک لندن و مدال برنز مسابقات قهرمانی کشتی جهان ۲۰۱۳ اشاره کرد. وی در سال ۲۰۱۶ میلادی در المپیک ریو در وزن ۱۳۰ کیلو حاضر بود که در دور اول ایوان پوپوف از استرالیا را شکست داد اما در دور بعد از میخایین لوپز کشتی گیر کوبایی شکست خورد و با توجه به حضور این کشتی گیر در فینال، به دیدار شانس مجدد رفت. او در اولین مرحله شانس مجدد به هیکی نابی کشتی گیر استونیایی باخت و از دور رقابت ها کنار رفت.